# Richairo Živković
Richairo Juliano Živković (Assen, 5 de septiembre de 1996) es un futbolista neerlandés que juega como delantero en el Bangkok United F. C. de la Liga de Tailandia.

## Selección nacional
Ha sido internacional con la selección de Países Bajos en las categorías sub-18, sub-19 y sub-20.

### Participaciones en categorías inferiores
| Competición                               | Sede    | Resultado    | Partidos | Goles |
| ----------------------------------------- | ------- | ------------ | -------- | ----- |
| Campeonato Europeo de la UEFA Sub-19 2014 | Hungría | Primera fase | 3        | 2     |
| Campeonato Europeo de la UEFA Sub-19 2015 | Grecia  | Fase final   | 3        | 1     |

## Estadísticas

### Clubes
Actualizado al 12 de agosto de 2025.
| Club                              | Div.          | Temporada     | Liga  | Liga  | Copas nacionales | Copas nacionales | Torneos internacionales | Torneos internacionales | Total | Total |
| Club                              | Div.          | Temporada     | Part. | Goles | Part.            | Goles            | Part.                   | Goles                   | Part. | Goles |
| --------------------------------- | ------------- | ------------- | ----- | ----- | ---------------- | ---------------- | ----------------------- | ----------------------- | ----- | ----- |
| F. C. Groningen · Países Bajos    | 1.ª           | 2012-13       | 4     | 0     | 1                | 0                | ―                       | ―                       | 5     | 0     |
| F. C. Groningen · Países Bajos    | 1.ª           | 2013-14       | 33    | 11    | 2                | 0                | ―                       | ―                       | 35    | 11    |
| F. C. Groningen · Países Bajos    | Total club    | Total club    | 37    | 11    | 3                | 0                | 0                       | 0                       | 40    | 11    |
| Ajax de Ámsterdam · Países Bajos  | 1.ª           | 2014-15       | 7     | 1     | 2                | 1                | 2                       | 0                       | 11    | 2     |
| Ajax de Ámsterdam · Países Bajos  | Total club    | Total club    | 7     | 1     | 2                | 1                | 2                       | 0                       | 11    | 2     |
| Jong Ajax · Países Bajos          | 2.ª           | 2014-15       | 25    | 18    | ―                | ―                | ―                       | ―                       | 25    | 18    |
| Jong Ajax · Países Bajos          | 2.ª           | 2015-16       | 13    | 6     | ―                | ―                | ―                       | ―                       | 13    | 6     |
| Willem II · Países Bajos          | 1.ª           | 2015-16       | 16    | 2     | 2                | 2                | ―                       | ―                       | 18    | 4     |
| Willem II · Países Bajos          | Total club    | Total club    | 16    | 2     | 2                | 2                | 0                       | 0                       | 18    | 4     |
| Jong Ajax · Países Bajos          | 2.ª           | 2016-17       | 2     | 3     | ―                | ―                | ―                       | ―                       | 2     | 3     |
| Jong Ajax · Países Bajos          | Total club    | Total club    | 40    | 27    | 0                | 0                | 0                       | 0                       | 40    | 27    |
| F. C. Utrecht · Países Bajos      | 1.ª           | 2016-17       | 34    | 9     | 4                | 3                | ―                       | ―                       | 38    | 12    |
| F. C. Utrecht · Países Bajos      | Total club    | Total club    | 34    | 9     | 4                | 3                | 0                       | 0                       | 38    | 12    |
| K. V. Oostende · Bélgica          | 1.ª           | 2017-18       | 29    | 9     | 2                | 2                | 2                       | 0                       | 33    | 11    |
| K. V. Oostende · Bélgica          | 1.ª           | 2018-19       | 21    | 3     | 4                | 2                | ―                       | ―                       | 25    | 5     |
| K. V. Oostende · Bélgica          | Total club    | Total club    | 50    | 12    | 6                | 4                | 2                       | 0                       | 58    | 16    |
| Changchun Yatai China             | 2.ª           | 2019          | 25    | 15    | 0                | 0                | ―                       | ―                       | 25    | 15    |
| Sheffield United F. C. Inglaterra | 1.ª           | 2019-20       | 5     | 0     | 0                | 0                | ―                       | ―                       | 5     | 0     |
| Sheffield United F. C. Inglaterra | Total club    | Total club    | 5     | 0     | 0                | 0                | 0                       | 0                       | 5     | 0     |
| Guangzhou R&F China               | 1.ª           | 2020          | 6     | 1     | 2                | 3                | ―                       | ―                       | 8     | 4     |
| Guangzhou R&F China               | Total club    | Total club    | 6     | 1     | 2                | 3                | 0                       | 0                       | 8     | 4     |
| Changchun Yatai China             | 1.ª           | 2021          | 5     | 0     | ―                | ―                | ―                       | ―                       | 5     | 0     |
| Changchun Yatai China             | Total club    | Total club    | 30    | 15    | 0                | 0                | 0                       | 0                       | 30    | 15    |
| Estrella Roja de Belgrado Serbia  | 1.ª           | 2021-22       | 9     | 0     | 1                | 1                | 4                       | 0                       | 14    | 1     |
| Estrella Roja de Belgrado Serbia  | Total club    | Total club    | 9     | 0     | 1                | 1                | 4                       | 0                       | 14    | 1     |
| F. C. Emmen · Países Bajos        | 1.ª           | 2022-23       | 36    | 6     | 2                | 1                | ―                       | ―                       | 38    | 7     |
| F. C. Emmen · Países Bajos        | Total club    | Total club    | 36    | 6     | 2                | 1                | 0                       | 0                       | 38    | 7     |
| Lion City Sailors F. C. Singapur  | 1.ª           | 2023          | 7     | 6     | 6                | 6                | 6                       | 3                       | 19    | 15    |
| Lion City Sailors F. C. Singapur  | Total club    | Total club    | 7     | 6     | 6                | 6                | 6                       | 3                       | 19    | 15    |
| Bangkok United F. C. Tailandia    | 1.ª           | 2024-25       | 27    | 9     | 5                | 1                | 8                       | 5                       | 40    | 15    |
| Bangkok United F. C. Tailandia    | 1.ª           | 2025-26       | 0     | 0     | 0                | 0                | 1                       | 0                       | 1     | 0     |
| Bangkok United F. C. Tailandia    | Total club    | Total club    | 27    | 9     | 5                | 1                | 9                       | 5                       | 41    | 15    |
| Total carrera                     | Total carrera | Total carrera | 304   | 99    | 33               | 22               | 23                      | 8                       | 360   | 129   |

## Palmarés

### Títulos nacionales
| Título              | Club                      | País     | Año  |
| ------------------- | ------------------------- | -------- | ---- |
| Superliga de Serbia | Estrella Roja de Belgrado | Serbia   | 2022 |
| Copa de Serbia      | Estrella Roja de Belgrado | Serbia   | 2022 |
| Copa de Singapur    | Lion City Sailors F. C.   | Singapur | 2023 |
| Community Shield    | Lion City Sailors F. C.   | Singapur | 2024 |

### Distinciones individuales
| Distinción                                                                               | Año  |
| ---------------------------------------------------------------------------------------- | ---- |
| Parte de los 50 mejores futbolistas sub-18 del mundo según medio Goal.com                | 2014 |
| Parte de los 50 mejores futbolistas sub-20 del mundo según medio La Gazzetta dello Sport | 2016 |